# Ruud Boymans
Ruud Boymans (Born, Países Bajos, 28 de abril de 1989) es un exfutbolista neerlandés que jugaba de delantero.

## Trayectoria
Nació en Born, Países Bajos. Hizo su debut en el fútbol profesional el 7 de diciembre de 2007, jugando para el Fortuna Sittard contra el RBC Roosendaal en un partido que terminó 0-0. En diciembre de 2008 firmó un contrato de tres años con el VVV-Venlo, que comenzaría después de terminar la temporada con el Fortuna Sittard. Destacó con el VVV y anotó 15 goles en 46 partidos para el club.
El 27 de junio de 2011 el AZ confirmó que lo habían contratado por cuatro años. No pudo consolidar su lugar en los primeros once y fue enviado a préstamo al NEC el 27 de enero de 2013. Para la temporada 2013-14 fue enviado a préstamo al Willem II. Se convirtió en campeón de la Eerste Divisie y anotó 27 veces en 36 partidos.
Como no tenía perspectivas de jugar con el AZ, fue vendido al F. C. Utrecht el 17 de junio de 2014. Firmó un contrato de cuatro años con el equipo de la Eredivisie.
El 6 de junio de 2016 se anunció que había firmado con Al-Shabab. Marcó dos goles en sus primeros seis partidos de liga. En noviembre de 2016, en un partido contra el Dibba Al-Fujairah Club, se tragó la lengua tras chocar con el portero rival. Los reportes en el hospital encontraron humedad en su cabeza que lo mantuvo fuera de acción. Tras una racha de malos resultados, el técnico neerlandés Fred Rutten renunció. En la ventana de transferencias de verano 2016-17, Al Shabab fichó a un delantero africano que estaba registrado como uno de los cuatro extranjeros permitidos por club, mientras que él fue el quinto extranjero y no pudo jugar. En junio de 2017 entrenó con el F. C. Utrecht. su exequipo.
En agosto de 2020 anunció su retirada después de sufrir una lesión que requería un largo proceso de recuperación.

## Clubes
| Club                | País                   | Año       | Partidos | Goles |
| ------------------- | ---------------------- | --------- | -------- | ----- |
| Fortuna Sittard     | Países Bajos           | 2007-2009 | 46       | 12    |
| VVV-Venlo           | Países Bajos           | 2009-2011 | 46       | 15    |
| AZ Alkmaar          | Países Bajos           | 2011-2014 | 11       | 1     |
| NEC Nimega (cesión) | Países Bajos           | 2013      | 7        | 3     |
| Willem II (cesión)  | Países Bajos           | 2013-2014 | 36       | 27    |
| F. C. Utrecht       | Países Bajos           | 2014-2016 | 24       | 19    |
| Al-Shabab           | Emiratos Árabes Unidos | 2016-2017 | 7        | 2     |
| Almere City         | Países Bajos           | 2020      | 0        | 0     |

## Palmarés

### Títulos nacionales
| Título         | Club      | País         | Año     |
| -------------- | --------- | ------------ | ------- |
| Eerste Divisie | Willem II | Países Bajos | 2013-14 |